# Eucosmomorpha nearctica
Eucosmomorpha nearctica là một loài bướm đêm thuộc họ Tortricidae. Nó được tìm thấy ở Bắc Mỹ, bao gồm Kentucky, Michigan, Mississippi, North Carolina và Saskatchewan.
Chiều dài cánh trước là 3.8-5.5 mm.